# Sainte-Radegonde (Aveyron)
Sainte-Radegonde település Franciaországban, Aveyron megyében. Lakosainak száma 1774 fő (2022. január 1.). Sainte-Radegonde Agen-d’Aveyron, Flavin, La Loubière, Le Monastère, Onet-le-Château, Rodez és Le Vibal községekkel határos.

## Népesség
A település népessége az elmúlt években az alábbi módon változott:
| Lakosok száma | 443  | 1007 | 1226 | 1536 | 1731 | 1779 | 1756 | 1751 | 1759 | 1774 |
|               | 1968 | 1982 | 1990 | 2006 | 2013 | 2015 | 2017 | 2019 | 2020 | 2022 |